# Francesco Ramírez
Francesco Ramírez (Estremera, 14 febbraio 1648 – Agrigento, 27 agosto 1715) è stato un arcivescovo cattolico spagnolo, 73º vescovo di Agrigento.

## Biografia
Francesco Ramírez nacque il 14 febbraio 1648 ad Estremera, provincia di Madrid ed arcidiocesi di Toledo (oggi nell'arcidiocesi di Madrid), all'epoca della Spagna degli Asburgo (oggi nella parte centrale del Regno di Spagna).
Entrato nell'Ordine dei frati predicatori, ricevette in seguito l'ordinazione sacerdotale.
Il 28 febbraio 1689 papa Innocenzo XI lo nominò, quarantunenne, arcivescovo metropolita di Brindisi; succedette a Juan Torrecillas y Ruiz de Cárdenas, deceduto sessantacinquenne il 24 giugno 1688. Ricevette la consacrazione episcopale il 6 marzo seguente, presso la chiesa di Santa Maria in Transpontina a Roma, per imposizione delle mani del cardinale Galeazzo Marescotti, arcivescovo-vescovo emerito di Tivoli, assistito dai co-consacranti monsignori Alberto Mugiasca, O.P., vescovo di Alessandria, ed Alberto Sebastiano Blotto, O.Carm., vescovo di Albenga. Prese possesso dell'arcidiocesi durante una cerimonia successiva che si svolse presso la basilica della Visitazione e San Giovanni Battista a Brindisi ed in seguito ricevette il pallio, simbolo di comunione tra la Santa Sede ed il metropolita.
Il 26 agosto 1697 papa Innocenzo XII lo trasferì, quarantanovenne, alla sede diocesana di Agrigento con dignità di arcivescovo, a titolo personale; succedette a Francesco Maria Rini, O.F.M., deceduto il 4 agosto 1696 all'età di settantadue anni. Prese possesso dell'arcidiocesi durante una cerimonia successiva che si svolse presso la cattedrale di San Gerlando ad Agrigento.
Morì il 27 agosto 1715 ad Agrigento, all'età di sessantasette anni. Al termine dei solenni funerali, la salma venne tumulata nella cattedrale di Agrigento.

## Genealogia episcopale
La genealogia episcopale è:
- Cardinale Scipione Rebiba
- Cardinale Giulio Antonio Santori
- Vescovo Placido della Marra
- Cardinale Melchior Khlesl
- Cardinale Giovanni Battista Maria Pallotta
- Cardinale Pietro Vidoni
- Cardinale Galeazzo Marescotti
- Arcivescovo Francesco Ramírez, O.P.